# Acronicta alba
Acronicta alba là một loài bướm đêm trong họ Noctuidae.